# 아르투르 마스

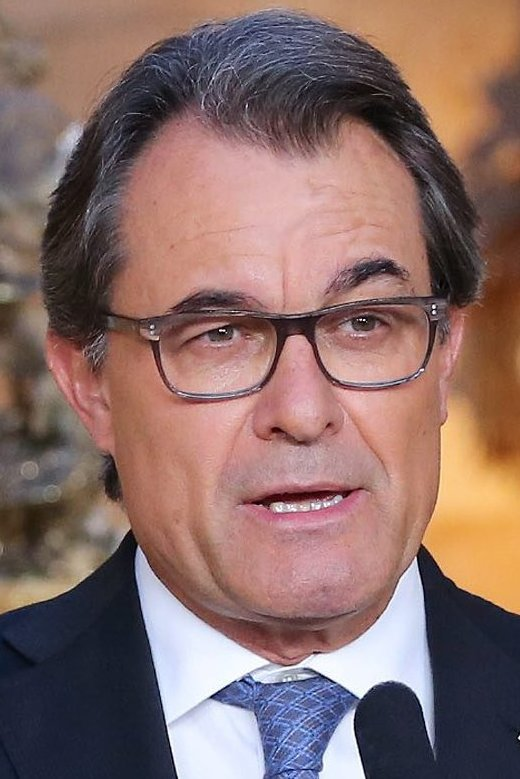
아르투르 마스

아르투르 마스 이 가바로(카탈루냐어: Artur Mas i Gavarró, 1956년 1월 31일 ~ )는 스페인 바르셀로나 출신의 정치인이다. 카탈루냐 지방 정부 수반(2010년 12월 27일 ~ 2016년 1월 10일) 등을 역임했다. 카탈루냐 지방의 카탈루냐 민주 집중(CDC)의 당수이며, 카탈루냐 민주 집중이 속한 정당 연합 집중과 연합 (CiU)이 해체될 때까지 대표를 맡았다.